# Antoinette Fouque
Antoinette Fouque (de soltera Grugnardi) (Marsella, 1 octubre 1936 - París, 20 febrer 2014) va ser una psicoanalista, escriptora, periodista i feminista francesa que va liderar un dels grups que van formar el Moviment d'alliberament de la dona francesa (MLF). Va col·laborar en la fundació de Éditions des femmes en Mouvement, així com la primera col·lecció d'audiollibres, França Bibliothèque des voix. El seu posicionament en la teoria feminista va ser essencialista, fortament basat en la psicoanàlisi.

## Biografia
Fouque va néixer en un barri pobre de Marsella, era filla d'Alexis Grugnardi, un sindicalista de Còrsega i de mare italiana, emigrada desde Calàbria por raons econòmiques. De petita va patir poliomielitis i tota la vida va caminar amb dificultat.
Des de molt jove va escoltar els discursos del dirigent comunista Maurice Thorez. Va ser professora, interessada en la cultura llatina y la literatura italiana. Es va casar amb René Fouque i va participar en la revista literaria Cahiers du Sud. Després del naixement de la seva filla, el 1964, es va adonar de les dificultats de promoció de les dones casades i mares de família i va parlar molt sobre aquest tema en els entorns intel·lectuals.
Entre 1965 i 1969, va ser lectora de manuscrits italians per a l'editorial Éditions du Seuil; va llegir Jacques Lacan abans de  Sigmund Freud. Ja casada, es va traslladar a París per a estudiar literatura a la Sorbona. El 1960, s'havia matriculat a l'EPHE (École Pratique des Hautes Études) per a fer una tesi en avantguardes literàries, que va abandonar per continuar el seu activisme feminista. Durant un seminari de Barthe, al gener de 1968, va conèixer a Monique Wittig. Horroritzada pel sexisme en el món intel·lectual, va començar a freqüentar entorns activistes. Al maig del mateix any, al costat de Wittig i Josiane Chanel va formar un dels primers grups de les dones.
En 1970 aquest grup va passar a formar part del Moviment Francès d'Alliberament de les dones (MLF), que comptava amb molts grups a França, però sense un lideratge formal. Fouque va rebutjar l'existencialisme de Simone de Beauvoir a favor de l'estructuralisme i el marxisme llibertari. El seu grup es va dir Psychanalyse et Politique. Els conflictes dins del moviment van ser conseqüència de les diferents influències que van rebre Fouque —del psicoanalista Jacques Lacan— i Wittig —del filòsof i sociòleg Herbert Marcuse. L'abril de 1971 moltes activistes del MLF van signar el Manifest de les 343 escrit per Simone de Beauvoir i publicat a Le Nouvel Observateur, que reunia personalitats com ara Catherine Deneuve, Agnès Varda o Stéphane Audran, que afirmaven haver avortat, exposant-se així a un procés penal. Finalment, en 1974 la llei de despenalització de l'avortament, presentada per la ministra de salut Simone Veil, va ser aprovada per un període de cinc anys.
En aquell mateix any, Fouque va aconseguir finançament per la Éditions des femmes, de part de Sylvina Boissonnas, hereva de la família Schlumberger. Va demanar tenir un espai per a dones a les llibreries i galeries d'art i poder organitzar reunions i debats a París. A l'octubre de 1979, Fouque va registrar les sigles del MLF com a associació, la qual cosa va produir un conflicte amb Beauvoir, que va protestar per l'apropiació de les sigles. Fouque, a més de la Universitat dels estudis de les dones (1978), també va crear l'Institut de Recerca de Ciències de les Dones (1980), l'Observatori de Misogínia en 1989, el Club de Paritat (1990), i l'Aliança de les Dones per a la Democràcia (AFD). Es va doctorar en ciències polítiques, i va ser directora de recerques a la Universitat París 8 en 1994 i membre de l'Observatori d'Igualtat de Gènere en 2002.
Com a conseqüència de la seva poliomielitis, sempre va caminar amb crosses i en la seva maduresa va quedar confinada en una cadira de rodes. Va morir el 20 de febrer de 2014 a París, on se li va retre un homenatge. El 26 de febrer va ser enterrada en el cementiri de Montparnasse, acompanyada de moltes personalitats incloent polítics i intèrprets.

### La seva visió i formació psicoanalítiques
Fouque es va iniciar en la psicoanàlisi el 1971, però les seves tendències no van quedar clarament establertes. Entre 1969 i 1975, va experimentar amb Jacques Lacan; encara que ho va deixar per a criticar a Jean-Paul Sartre i Simone de Beauvoir. Durant aquell període va tenir relació amb Luce Irigaray fins a 1974, que va conèixer a Serge Leclaire i va treballar amb el seu grup Psychanalyse et Politique.
Entre 1978 i 1982, va treballar amb Bela Grunberger. El 1977, Serge Leclaire,  va considerar que el MLF, el moviment dirigit per Antoinette Fouque, Psicoanàlisi i Política, revivia el moviment psicoanalític proposat per Lacan en un seminari dins del marc de l'Escola Freudiana de París amb Antoinette Fouque, però Lacan va rebutjar aquesta afirmació. Fouque va proposar l'existència de la libido específicament femenina «localitzada en un correu-etapa genital fàl·lica», d'oral-tipus genital: una «libido uterina» o «libido femella». Va creure que l'arrel de la misogínia era l'enveja dels homes cap a les dones per la seva capacitat de procrear.  Ho va definir com «l'enveja de l'úter», més potent que l'«enveja del penis» conceptualitzada per Freud sobre les dones. Segons la psicoanalista Martine Martine Menès, Lacan va estar interessat en els debats del MLF però va rebutjar la idea de la libido. Fouque es va oposar a la idea de les dones com a homes inacabats. Ho va considerar una font de misogínia, induint "en tots els camps, la violència real i simbòlica contra les dones». A més, va sostenir que la creació dels d'éssers vius era «una contribució fonamental de les dones a la humanitat».

### Carrera política
Fouque es va presentar a les eleccions europees de 1994 en la llista d'Énergie radicale (Energia Radical) encapçalada per Bernard Tapie.
Va ser membre de l'esquerra radical de l'Eurocambra de 1994 a 1999, del Grup PES en el Comitè d'Afers exteriors, del Comitè dels Drets de les Dones i Llibertats Civils (vicepresidenta).
En 2007 va demanar el vot per a Ségolène Royal en un text publicat en Le Nouvel Observateur.

## Publicacions
En l'editorial Seuil Publishing House es va convertir en editora creant Editions des femmes, les primeres obres de dones publicades a Europa en 1972. Va considerar que l'ambient intel·lectual francès era molt masclista i la dona estava infrarepresentada, especialment entre escriptors que consideraven les dones «gent sense escriptura», per la qual cosa va treballar per obrir el món dels llibres i l'escriptura a les dones. Des del principi, aquesta casa editorial va tenir una perspectiva doble: compromís polític per a qui entenia el feminisme com la lluita global contra les injustícies i explotacions, i compromís literari. El seu objectiu va ser promoure la literatura, alhora que la lluita de dones. Diverses llibreries amb el nom Des Femmes, es van obrir a París (1974), a Marsella (1976) i Lió (1977).
Va crear, a més, la primera col·lecció d'àudiollibres a França La Bibliothèque des voix (1980). Va participar en els diaris Le Quotidien des femmes, del 1974 al juny 1976, i Des femmes en mouvement, una revista mensual, del desembre 1977 al gener 1979 i, després setmanal del 1979 al 1982.
Va escriure un manifest contra la repressió franquista que va publicar a Le Monde i va organitzar un comitè de solidaritat en el qual es van incloure Sartre, Simone de Beauvoir, Ionescu i nombrosos intel·lectuals que reclamaven la llibertat d'Espanya.
Va morir el 2014 després de rebre nombrosos premis i condecoracions.